# FOAM

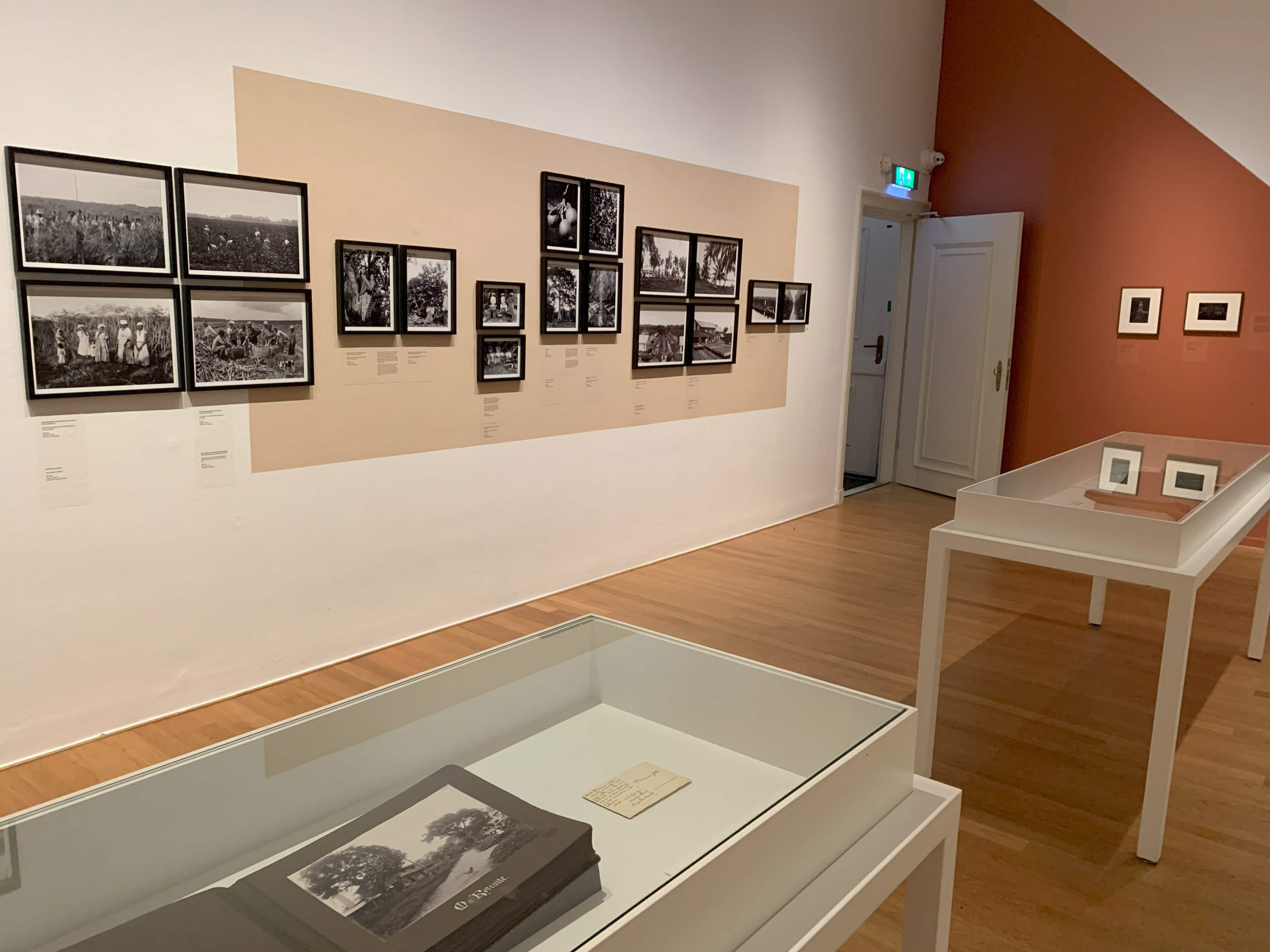
Tentoonstelling 'Augusta Curiel - Yere Mi Sten'. (2025).

FOAM (gestileerd als Foam, voluit: FOAM-Fotografiemuseum Amsterdam) is een fotografiemuseum aan de Keizersgracht in Amsterdam. Het museum presenteert wisselende tentoonstellingen waarin allerlei fotografische genres worden getoond, zoals historische foto's, kunstfoto's, nieuwsfoto's en modefoto's.
Naast een boekwinkel heeft het museum een café en een bibliotheek. Verder heeft het museum een eigen, Engelstalig tijdschrift, Foam Magazine, dat drie keer per jaar uitkomt. Ook heeft het museum een inhouse galerie, Foam Editions, waar werk van veelal jonge fotografen verkocht wordt.
Het gebouw aan de Keizersgracht 609 (vlak bij de Vijzelstraat) bestaat uit drie verschillende panden die via luchtbruggen, overdekte binnenplaatsen en trappen met elkaar verbonden zijn.
Het museum krijgt subsidie van de stad Amsterdam maar is hoofdzakelijk afhankelijk van eigen inkomsten.

## Exposities
Per jaar worden door het museum vier langlopende, tijdelijke, exposities georganiseerd waarin aandacht wordt besteed aan de "grote namen" uit de fotografie. Dergelijke exposities lopen gemiddeld drie maanden. Daarnaast worden ongeveer 16 korter lopende exposities georganiseerd, die zeer uiteenlopend van aard zijn. Het kan gaan om het tonen van werk van relatief jonge fotografen, om gerichte projecten, om werk dat inspeelt om de actualiteit, kleine overzichten of het tonen van nieuwe ontwikkelingen. Vrijwel alle kanten van het medium worden belicht: documentaire fotografie, historische fotografie, straatfotografie, portret- en glamourfotografie, maar ook installaties en werk van jonge fotografen.
In het museum is een aantal grote tentoonstellingen geweest van beroemde fotografen, zoals Helmut Newton - A Retrospective en William Klein. Daarnaast kwam historische studiofotografie meerdere keren aan bod, zoals in de tentoonstelling Dynastie Marubi en Disfarmer - The Vintage Prints, evenals straatfotografie  van bijvoorbeeld Vivian Maier en Helen Levitt. Ook maatschappelijk betrokken documentaire fotografie is regelmatig in het museum te zien, met tentoonstellingen van Ai Weiwei en Henk Wildschut als voorbeelden.

## Foam & Talent
Reeds sinds het begin van het museum in 2001 is het stimuleren van jong talent een hoofddoel geweest. Dat is onder andere terug te zien in de jaarlijkse Talent Call van Foam Magazine, waarin een selectie veelbelovende jonge fotografen wordt uitgelicht, en in de jaarlijkse Foam Paul Huf Award, waarin een internationale jury een fotograaf onder de 35 selecteert die een stimuleringsprijs van 20.000 euro ontvangt en een tentoonstelling in het fotografiemuseum mag ontwikkelen. In Foam 3h (in de bibliotheek op de derde verdieping) worden recent afgestudeerde kunstenaars en fotografen uitgenodigd om hun eerste museale solotentoonstelling te presenteren.

## Geschiedenis
Het gebouw van het museum aan de Keizersgracht was oorspronkelijk het Museum Fodor (geopend in 1863). Hier werd de kunstcollectie van de steenkolenhandelaar Carel Joseph Fodor getoond, die hij bij zijn dood in 1860 aan de gemeente had nagelaten. In 1948 werd de collectie grotendeels overgedragen aan het Stedelijk Museum, Rijksmuseum en Stadsarchief. Na een verbouwing werd het museum gebruikt als tentoonstellingsruimte van het Stedelijk Museum, met name voor werk van Amsterdamse kunstenaars. In 1993 kwam het Nederlands Vormgevingsinstituut (Netherlands Design Institute) in het pand.
Na een tweede verbouwing opende het museum in december 2001 zijn deuren.
In juli 2021 nam de toenmalige directeur Marcel Feil ontslag. Hij werd opgevolgd door de Amerikaanse Jane'a Johnson, waarna het museum in woelige tijden terechtkwam. Johnson werd in 2023 opgevolgd door Karin van Gilst.